# Where Do You Go (canção de La Bouche)
"Where Do You Go" (em português:  Onde Você Vai) é o primeiro single do álbum My Promise, lançado pelo trio de europop No Mercy em 13 de Maio de 1996. A canção entrou no Top 10 da Billboard Hot 100, chegando a posição número 5, e é a única canção do grupo a entrar no Top 10 americano. A canção foi um grande sucesso na Europa, entrando no Top 10 de várias paradas musicais, como a da Alemanha, Austrália, Áustria, etc. No Reino Unido, a canção foi lançada em Janeiro de 1997 e permaneceu por 15 semanas na parada, chegando a posição de número 2. Na Irlanda, a canção alcançou o topo da parada musical.
É pouco conhecido que essa canção é um cover de uma canção originalmente lançada pelo grupo La Bouche em 1995.

## Faixas
Estados Unidos CD single
| N.º | Título                             | Duração |  |
| 1.  | "Where Do You Go" (Radio Edit)     | 4:15    |  |
| 2.  | "Where Do You Go" (Trip House Mix) | 4:26    |  |

Austrália Maxi-single
| N.º | Título                              | Duração |  |
| 1.  | "Where Do You Go" (Radio Mix)       | 4:15    |  |
| 2.  | "Where Do You Go" (Trip House Mix)  | 7:24    |  |
| 3.  | "Where Do You Go" (La Bouche Mix)   | 7:15    |  |
| 4.  | "Where Do You Go" (Club Mix)        | 7:18    |  |
| 5.  | "Where Do You Go" (Ocean Drive Mix) | 7:18    |  |
| 6.  | "Where Do You Go" (Spike Dub)       | 6:05    |  |
| 7.  | "Where Do You Go" (Spike Mix)       | 6:25    |  |
| 8.  | "Where Do You Go" (Manumission Mix) | 5:33    |  |

Estados Unidos Maxi-single
| N.º | Título                                      | Duração |  |
| 1.  | "Where Do You Go" (Radio Mix)               | 4:31    |  |
| 2.  | "Where Do You Go" (Ocean Drive Mix)         | 7:28    |  |
| 3.  | "Where Do You Go" (Trip House Extended Mix) | 7:18    |  |
| 4.  | "Where Do You Go" (Spike Club Mix)          | 6:22    |  |
| 5.  | "Where Do You Go" (Spike Dub Mix)           | 6:07    |  |

## Posições nas paradas musicais
| Parada musical (1996/1997)                          | Melhor posição |
| --------------------------------------------------- | -------------- |
| Alemanha - Germany Top 100 Singles                  | 3              |
| Austrália - ARIA Charts                             | 2              |
| Áustria - Ö3 Austria Top 40                         | 5              |
| Bélgica - Ultratop (Flandres)                       | 32             |
| Bélgica - Ultratop (Valônia)                        | 5              |
| Canadá - Canada RPM Top 100 Singles                 | 43             |
| Canadá - Canada RPM Dance/Urban                     | 1              |
| Canadá - Canadian Singles Chart                     | 1              |
| Estados Unidos - Adult Top 40                       | 16             |
| Estados Unidos - Billboard Hot 100                  | 5              |
| Estados Unidos - Hot Dance Music/Maxi-Singles Sales | 1              |
| Estados Unidos - Latin Pop Airplay                  | 17             |
| Estados Unidos - Rhythmic Top 40                    | 4              |
| Estados Unidos - Top 40 Mainstream                  | 3              |
| Estados Unidos - Top 40 Adult Recurrents            | 5              |
| Finlândia - Mitä hittiä                             | 15             |
| França - SNEP                                       | 4              |
| Irlanda - IRMA                                      | 1              |
| Itália - FIMI                                       | 10             |
| Nova Zelândia - RIANZ                               | 27             |
| Países Baixos - Dutch Top 40                        | 10             |
| Reino Unido - UK Singles Chart                      | 2              |
| Suécia - Sverigetopplistan                          | 6              |
| Suíça - Schweizer Hitparade                         | 4              |

| Parada de fim de ano (1996)                     | Melhor posição |
| ----------------------------------------------- | -------------- |
| Alemanha - Germany Top 100 Singles              | 10             |
| Austrália - ARIA Charts                         | 26             |
| Áustria - Ö3 Austria Top 40                     | 29             |
| Bélgica - Ultratop (Valônia)                    | 41             |
| Brasil - Top 100 Songs                          | 90             |
| Canadá - Canada RPM Top 50 Dance Tracks of 1996 | 34             |
| Estados Unidos - Billboard Hot 100              | 26             |
| França - SNEP                                   | 13             |
| Itália - FIMI                                   | 45             |
| Suíça - Schweizer Hitparade                     | 17             |
| Parada de fim de ano (1997)                     | Melhor posição |
| Austrália - ARIA Charts                         | 82             |
| Estados Unidos - Billboard Hot 100              | 52             |
| Reino Unido - UK Singles Chart                  | 18             |